# Honey (Robert Palmer)
Honey è il dodicesimo album in studio del cantante britannico Robert Palmer, pubblicato nel 1994.

## Tracce
Testi e musiche di Robert Palmer, eccetto dove diversamente indicato.
1. Honey A – 1:35
2. Honey B – 4:04
3. You're Mine – 4:13
4. Know by Now – 4:10
5. Nobody But You – 3:54
6. Love Takes Time – 5:03 (M. Ambrose, Sharon O'Neill, Robert Palmer)
7. Honeymoon – 2:16
8. You Blow Me Away – 4:32
9. Close to the Edge – 2:28
10. Closer to the Edge – 2:42
11. Girl U Want – 2:23 (Gerald Casale, Mark Mothersbaugh)
12. Wham Bam Boogie – 3:15
13. Big Trouble – 3:56
14. Dreams Come True – 3:12